# Kyle Gass

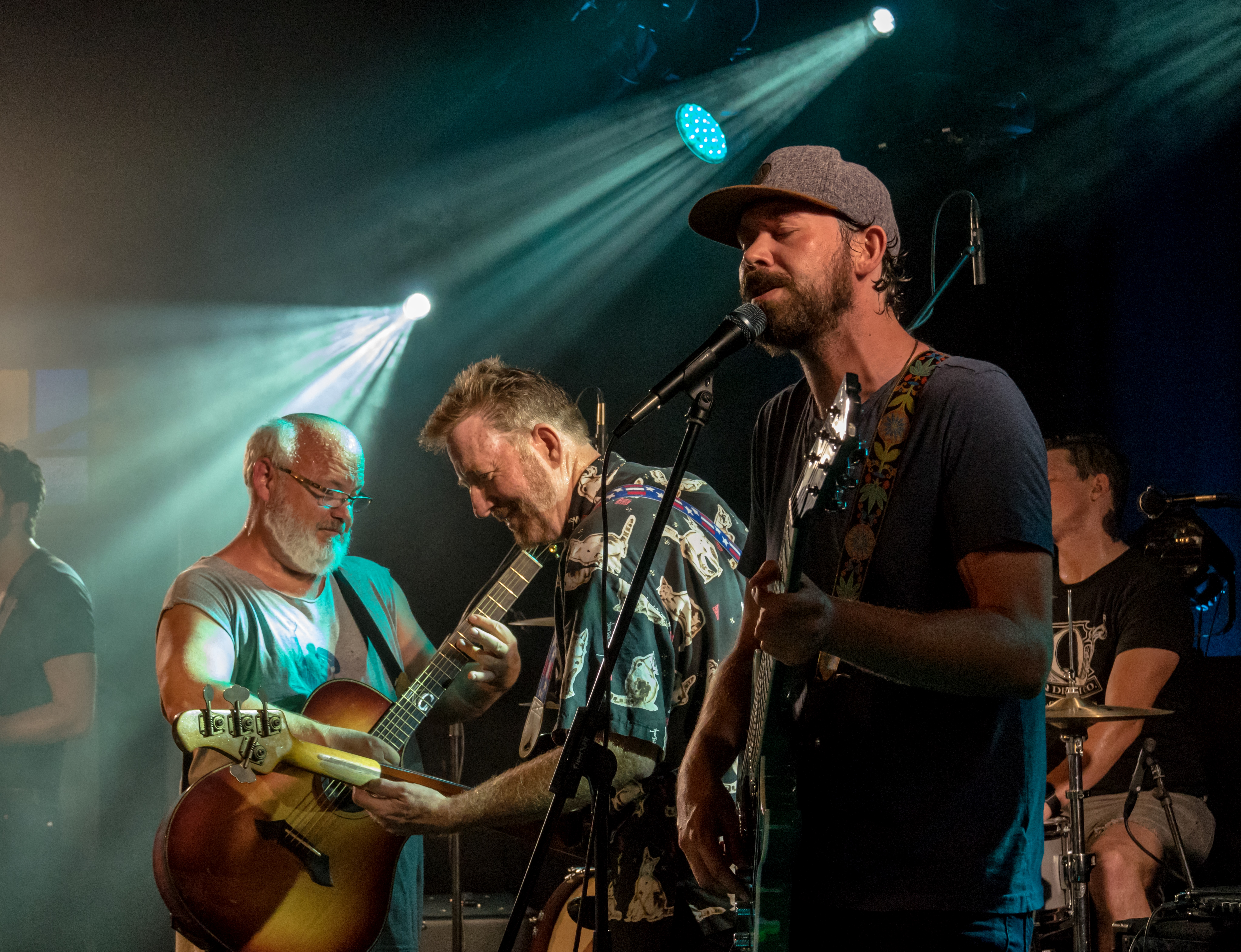
Kyle Gass, Zelt-Musik-Festival 2017 Freiburg, Duitsland

Kyle Richard James Gass (Walnut Creek, Californië, 14 juli 1960) is een Amerikaans acteur en lid van de rockbands Tenacious D, Kyle Gass Band en Trainwreck. In Tenacious D verzorgt Gass de gitaarmuziek en de achtergrondzang. Hij wordt vaak KG, My Brother Kyle, Kage of Rage-Kage genoemd. Die laatste bijnaam verwijst naar zijn juist kalme persoonlijkheid.

## Levensloop
Gass is geboren en opgegroeid in de New Yorks wijk Queens samen met zijn drie broers. Op 12-jarige leeftijd begon Gass met het bespelen van zijn eerste muziekinstrument, de gitaar. Daarna speelde hij nog op een drumstel. Op 13-jarige leeftijd verliet hij Juilliard School, een New Yorks conservatorium, met een graad in klassieke gitaar. Hij was daarmee naar eigen zeggen de jongste afgestudeerde in de geschiedenis van de school. In 1973 had Juilliard School overigens geen gitaaropleiding: Gass' grapje is sindsdien een eigen leven gaan leiden.
Terwijl Gass al op jonge leeftijd zijn muziekcarrière begon, startte hij eveneens vroeg met zijn acteercarrière. Zijn eerste rol speelde hij in een 7Up-reclame. Nadat hij Ballard High School in 1978 verliet ging hij studeren aan de universiteiten UCLA, Yale en Harvard. Op UCLA (de Universiteit van Californië) werd hij ontdekt door Tim Robbins, die hem opnam in de Actor's Gang, een groepje acteurs. Hier ontmoette Gass Jack Black, met wie hij bevriend raakte en later de band Tenacious D oprichtte.
Gass speelde in meerdere televisieseries, waaronder in enkele afleveringen van het programma Fear of a Punk Planet en Big Sasquatch. Daarnaast speelde hij in een enkele aflevering van de series Seinfeld, 2 Broke Girls en Friends. In meerdere films van Jack Black had Gass een kort gastoptreden, waaronder in Shallow Hal, Evil Woman, The Cable Guy, Year One en Bongwater. Ook zat hij in het spel Brutal Legend als de mortierkannonier met het grote lichaam, de grote vuisten en het kleine hoofd, uit een side missie. Grotere rollen had hij in Jacob's Ladder met Tim Robbins en in Tenacious D: The Pick of Destiny, een film over de band Tenacious D.
Op 15 mei 2012 bracht hij samen met Jack Black het nieuwe album Rize of the Fenix uit. Ze zijn daarna gaan toeren en hebben onder andere op 3 juni in de Heineken Music Hall opgetreden.